# Paulo Pezzolano
Paulo César Pezzolano Suárez (Montevideo, Uruguay, 25 de abril de 1983) es un exfutbolista y entrenador uruguayo que jugaba como mediocampista. Actualmente dirige al Watford de la EFL Championship de Inglaterra.

## Trayectoria

### Como jugador
Pezzolano nació en la ciudad de Montevideo y surgió de la cantera del Rentistas. Su equipo descendió a Segunda División tras una mala temporada en 2001. Pasó los siguientes dos años, tras los cuales volvió con su equipo a Primera División.
En 2006, pasó por el Atlético Paranaense brasileño, pero luego de 6 meses, regresó a su país natal, firmando un acuerdo con Defensor Sporting. En la temporada 2006-07 jugó un papel decisivo con su equipo para conseguir el tercer puesto de la liga y llegar a los cuartos de final de la Copa Libertadores 2007.
En julio de 2007, Pezzolano fichó con Peñarol. Pero seis meses después fichó por el Liverpool de Montevideo, anotando un triplete en su debut ante Central Español. En su primera temporada (Clausura 2008) con el equipo, fue el máximo goleador del torneo, anotando 12 goles en 14 encuentros. Un año después llevó al Liverpool FC hacia la Copa Sudamericana, pero quedaron eliminados en 1/16 de final.
En agosto de 2009, Pezzolano fue cedido al equipo español Mallorca. Debutó en La Liga el 19 de septiembre de 2009 coincidiendo con la victoria por 4-0 ante el Tenerife. En total, en la temporada 2009-10 disputó 12 partidos, pero solo uno como titular, para el equipo dirigido por Gregorio Manzano, que fue 5.º en la Liga.
Pezzolano fue transferido al Hangzhou Greentown de la Superliga china en enero de 2011. Hizo su debut el 1 de abril contra el Nanchang Hengyuan, anotando un gol.
A principios de enero de 2012, se unió al Club Necaxa de la Liga de Ascenso. En julio de 2012 regresó a su ciudad natal para jugar por segunda vez en su carrera con el Liverpool. En su primer encuentro, marcó un gol de penalti ante Universitario jugando la Copa Sudamericana.
En febrero de 2016, se incorporó al Torque en una transferencia gratuita, donde jugó una temporada antes de retirarse del fútbol profesional el 27 de noviembre de 2016.

### Como entrenador
Inició su carrera como entrenador en ese mismo club, el Club Atlético Torque, la siguiente temporada. Su ayudante fue Valentín Villazán. En su primera temporada logró el título de campeón y el ascenso histórico del club a Primera División. Inmediatamente después del logro, anunció su alejamiento del club celeste.
El 17 de diciembre de 2017, fue confirmado como técnico del Liverpool a partir de la temporada 2018. Luego de obtener el Torneo Intermedio, el uruguayo dejó su cargo a finales del 2019 para seguir su carrera en el fútbol mexicano.
El 25 de noviembre de 2019, Pezzolano fue oficializado como entrenador del Pachuca, reemplazando a Martín Palermo. En sus primeras dos campañas llegó a la Liguilla, ambas por la vía del repechaje, luego de finalizar en la octava y novena posición, respectivamente. El 8 de noviembre de 2021, el uruguayo dejó su cargo de común acuerdo con los directivos del club después de quedar fuera del repechaje ante los Xolos de Tijuana.
El 4 de enero de 2022, después de dirigir en México, Pezzolano firmó un contrato por un año para ser el entrenador del Cruzeiro después de la venta del equipo a Ronaldo. En septiembre, llevó al club al ascenso a la Série A luego de tres temporadas en la Serie B. No obstante, el 19 de marzo de 2023 decidió no continuar por decisión propia a pesar de haber renovado hasta finales del 2023.
En abril de 2023, fue oficializado como nuevo entrenador del Real Valladolid y firmó hasta junio de 2024. No pudo lograr la permanencia en Primera División, pero recuperó la categoría perdida para el conjunto blanquivioleta al año siguiente. El 1 de diciembre de 2024, fue relevado de sus funciones después de una serie de malos resultados que ubicaron al club en puestos de descenso.
El 13 de mayo de 2025, asumió al frente del Watford.

## Clubes

### Como jugador
| Club                           | País    | Año       |
| ------------------------------ | ------- | --------- |
| CA Rentistas                   | Uruguay | 2001-2005 |
| → Atlético Paranaense (cedido) | Brasil  | 2006      |
| Defensor Sporting Club         | Uruguay | 2006      |
| CA Peñarol                     | Uruguay | 2007      |
| Liverpool FC                   | Uruguay | 2008-2011 |
| → RCD Mallorca (cedido)        | España  | 2009-2010 |
| Hangzhou Greentown             | China   | 2011-2012 |
| Necaxa                         | México  | 2012      |
| Liverpool FC                   | Uruguay | 2012-2016 |
| CA Torque                      | Uruguay | 2016      |

### Como entrenador
| Equipo                   | Div.                | Temporada           | Liga  | Liga | Liga | Liga | Liga |       | Copa | Copa | Copa | Copa  |   | Internacional | Internacional | Internacional | Internacional | Internacional |   | Otros | Otros | Otros | Otros |    | Totales     | Totales | Totales | Totales | Totales | Totales | Totales | Totales | Totales |
| Equipo                   | Div.                | Temporada           | Part. | G    | E    | P    | Pos. | Part. | G    | E    | P    | Part. | G | E             | P             | Pos.          | Part.         | G             | E | P     | Part. | G     | E     | P  | Rendimiento | GF      | GC      | Dif.    | Puntos  |         |         |         |         |
| ------------------------ | ------------------- | ------------------- | ----- | ---- | ---- | ---- | ---- | ----- | ---- | ---- | ---- | ----- | - | ------------- | ------------- | ------------- | ------------- | ------------- | - | ----- | ----- | ----- | ----- | -- | ----------- | ------- | ------- | ------- | ------- | ------- | ------- | ------- | ------- |
| Torque · Uruguay         | 2.ª                 | 2017                | 28    | 16   | 8    | 4    | 1.º  | -     | -    | -    | -    | -     | - | -             | -             | -             | -             | -             | - | -     | 28    | 16    | 8     | 4  | 66.66%      | 48      | 23      | +25     | 56      |         |         |         |         |
| Torque · Uruguay         | Total               | Total               | 28    | 16   | 8    | 4    | -    | -     | -    | -    | -    | -     | - | -             | -             | -             | -             | -             | - | -     | 28    | 16    | 8     | 4  | 66.66%      | 48      | 23      | +25     | 56      |         |         |         |         |
| Liverpool · Uruguay      | 1.ª                 | 2018                | 37    | 15   | 11   | 11   | 6.º  | -     | -    | -    | -    | -     | - | -             | -             | -             | -             | -             | - | -     | 37    | 15    | 11    | 11 | 50.45%      | 49      | 44      | +5      | 56      |         |         |         |         |
| Liverpool · Uruguay      | 1.ª                 | 2019                | 36    | 15   | 12   | 9    | Inc. | -     | -    | -    | -    | 4     | 2 | 1             | 1             | 2ªF           | -             | -             | - | -     | 40    | 17    | 13    | 10 | 53.33%      | 63      | 50      | +13     | 64      |         |         |         |         |
| Liverpool · Uruguay      | Total               | Total               | 73    | 30   | 23   | 20   | -    | -     | -    | -    | -    | 4     | 2 | 1             | 1             | -             | -             | -             | - | -     | 77    | 32    | 24    | 21 | 51.95%      | 112     | 94      | +18     | 120     |         |         |         |         |
| Pachuca · México         | 1.ª                 | 2020-C              | 10    | 4    | 2    | 4    | 11.º | 4     | 1    | 2    | 1    | -     | - | -             | -             | -             | -             | -             | - | -     | 14    | 5     | 4     | 5  | 45.23%      | 18      | 21      | -3      | 19      |         |         |         |         |
| Pachuca · México         | 1.ª                 | 2020-A              | 20    | 7    | 8    | 5    | 1/4  | -     | -    | -    | -    | -     | - | -             | -             | -             | -             | -             | - | -     | 20    | 7     | 8     | 5  | 48.33%      | 21      | 15      | +6      | 29      |         |         |         |         |
| Pachuca · México         | 1.ª                 | 2021-C              | 22    | 8    | 6    | 8    | 1/2  | -     | -    | -    | -    | -     | - | -             | -             | -             | -             | -             | - | -     | 22    | 8     | 6     | 8  | 45.45%      | 29      | 27      | +2      | 30      |         |         |         |         |
| Pachuca · México         | 1.ª                 | 2021-A              | 17    | 4    | 6    | 7    | 15.º | -     | -    | -    | -    | -     | - | -             | -             | -             | -             | -             | - | -     | 17    | 4     | 6     | 7  | 35.29%      | 19      | 21      | -2      | 18      |         |         |         |         |
| Pachuca · México         | Total               | Total               | 69    | 23   | 22   | 24   | -    | 4     | 1    | 2    | 1    | -     | - | -             | -             | -             | -             | -             | - | -     | 73    | 24    | 24    | 25 | 43.84%      | 87      | 84      | +3      | 96      |         |         |         |         |
| Cruzeiro · Brasil        | 2.ª                 | 2022                | 38    | 23   | 9    | 6    | 1.º  | 20    | 12   | 2    | 6    | -     | - | -             | -             | -             | -             | -             | - | -     | 58    | 35    | 11    | 12 | 66.66%      | 94      | 48      | +46     | 116     |         |         |         |         |
| Cruzeiro · Brasil        | 1.ª                 | 2023                | -     | -    | -    | -    | -    | 9     | 2    | 3    | 4    | -     | - | -             | -             | -             | -             | -             | - | -     | 9     | 2     | 3     | 4  | 33.33%      | 10      | 10      | +0      | 9       |         |         |         |         |
| Cruzeiro · Brasil        | Total               | Total               | 38    | 23   | 9    | 6    | -    | 29    | 14   | 5    | 10   | -     | - | -             | -             | -             | -             | -             | - | -     | 67    | 37    | 14    | 16 | 62.19%      | 104     | 58      | +46     | 125     |         |         |         |         |
| Real Valladolid · España | 1.ª                 | 2022-23             | 11    | 3    | 3    | 5    | 18.º | -     | -    | -    | -    | -     | - | -             | -             | -             | -             | -             | - | -     | 11    | 3     | 3     | 5  | 36.36%      | 13      | 19      | -6      | 12      |         |         |         |         |
| Real Valladolid · España | 2.ª                 | 2023-24             | 42    | 21   | 9    | 12   | 2.º  | 2     | 1    | 0    | 1    | -     | - | -             | -             | -             | -             | -             | - | -     | 44    | 22    | 9     | 13 | 56.82%      | 57      | 40      | +17     | 75      |         |         |         |         |
| Real Valladolid · España | 1.ª                 | 2024-25             | 15    | 2    | 3    | 10   | Inc. | 1     | 1    | 0    | 0    | -     | - | -             | -             | -             | -             | -             | - | -     | 16    | 3     | 3     | 10 | 25%         | 14      | 33      | -19     | 12      |         |         |         |         |
| Real Valladolid · España | Total               | Total               | 68    | 26   | 15   | 27   | -    | 3     | 2    | 0    | 1    | -     | - | -             | -             | -             | -             | -             | - | -     | 71    | 28    | 15    | 28 | 46.48%      | 84      | 91      | -7      | 99      |         |         |         |         |
| Watford Inglaterra       | 2.ª                 | 2025-26             | 2     | 1    | 0    | 1    | -    | 1     | 0    | 0    | 1    | -     | - | -             | -             | -             | -             | -             | - | -     | 3     | 1     | 0     | 2  | 33.33%      | 3       | 4       | -1      | 3       |         |         |         |         |
| Watford Inglaterra       | Total               | Total               | 2     | 1    | 0    | 1    | -    | 1     | 0    | 0    | 1    | -     | - | -             | -             | -             | -             | -             | - | -     | 3     | 1     | 0     | 2  | 33.33%      | 3       | 4       | -1      | 3       |         |         |         |         |
| Total en su carrera      | Total en su carrera | Total en su carrera | 278   | 119  | 77   | 82   | -    | 37    | 17   | 7    | 13   | 4     | 2 | 1             | 1             | -             | -             | -             | - | -     | 319   | 138   | 85    | 96 | 52.14%      | 438     | 355     | +83     | 499     |         |         |         |         |
| 1. 2.                    |                     |                     |       |      |      |      |      |       |      |      |      |       |   |               |               |               |               |               |   |       |       |       |       |    |             |         |         |         |         |         |         |         |         |

#### Resumen por competiciones
| Competición                 | Partidos | Ganados | Empatados | Perdidos | %      | Resultado        |
| --------------------------- | -------- | ------- | --------- | -------- | ------ | ---------------- |
| Segunda División de Uruguay | 28       | 16      | 8         | 4        | 66.66% | Campeón          |
| Campeonato Uruguayo         | 73       | 30      | 23        | 20       | 51.6%  | Campeón          |
| Liga MX                     | 69       | 23      | 22        | 24       | 43.96% | Semifinales      |
| Copa MX                     | 4        | 1       | 2         | 1        | 41.67% | Cuartos de final |
| Brasileirão Serie B         | 38       | 23      | 9         | 6        | 68.42% | Campeón          |
| Copa de Brasil              | 6        | 3       | 1         | 2        | 55.56% | Octavos de final |
| Campeonato Mineiro          | 23       | 11      | 4         | 8        | 53.63% | Subcampeón       |
| Segunda División de España  | 42       | 21      | 9         | 12       | 57.14% | Subcampeón       |
| LaLiga                      | 26       | 5       | 6         | 15       | 26.92% | 18.º lugar       |
| Copa del Rey                | 3        | 2       | 0         | 1        | 66.67% | Segunda ronda    |
| EFL Championship            | 2        | 1       | 0         | 1        | 50%    | En disputa       |
| FA Cup                      | 0        | 0       | 0         | 0        | 0%     | En disputa       |
| EFL Cup                     | 1        | 0       | 0         | 1        | 0%     | Primera ronda    |
| Copa Sudamericana           | 4        | 2       | 1         | 1        | 58.33% | Segunda fase     |
| TOTAL                       | 319      | 138     | 85        | 96       | 52.14% | 3 Títulos        |

## Palmarés

### Como jugador

#### Títulos nacionales
| Título           | Club      | País    | Año    |
| ---------------- | --------- | ------- | ------ |
| Segunda División | Rentistas | Uruguay | 2003-C |
| Segunda División | Liverpool | Uruguay | 2015   |

#### Distinciones individuales
| Distinción                                                    | Año  |
| ------------------------------------------------------------- | ---- |
| Goleador del Clausura Uruguayo de Primera División (12 goles) | 2008 |
| Goleador del Clausura Uruguayo de Segunda División (7 goles)  | 2016 |

### Como entrenador

#### Títulos nacionales
| Título            | Club      | País    | Año  |
| ----------------- | --------- | ------- | ---- |
| Segunda División  | Torque    | Uruguay | 2017 |
| Torneo Intermedio | Liverpool | Uruguay | 2019 |
| Serie B           | Cruzeiro  | Brasil  | 2022 |